# Culture de Pliska et Preslav

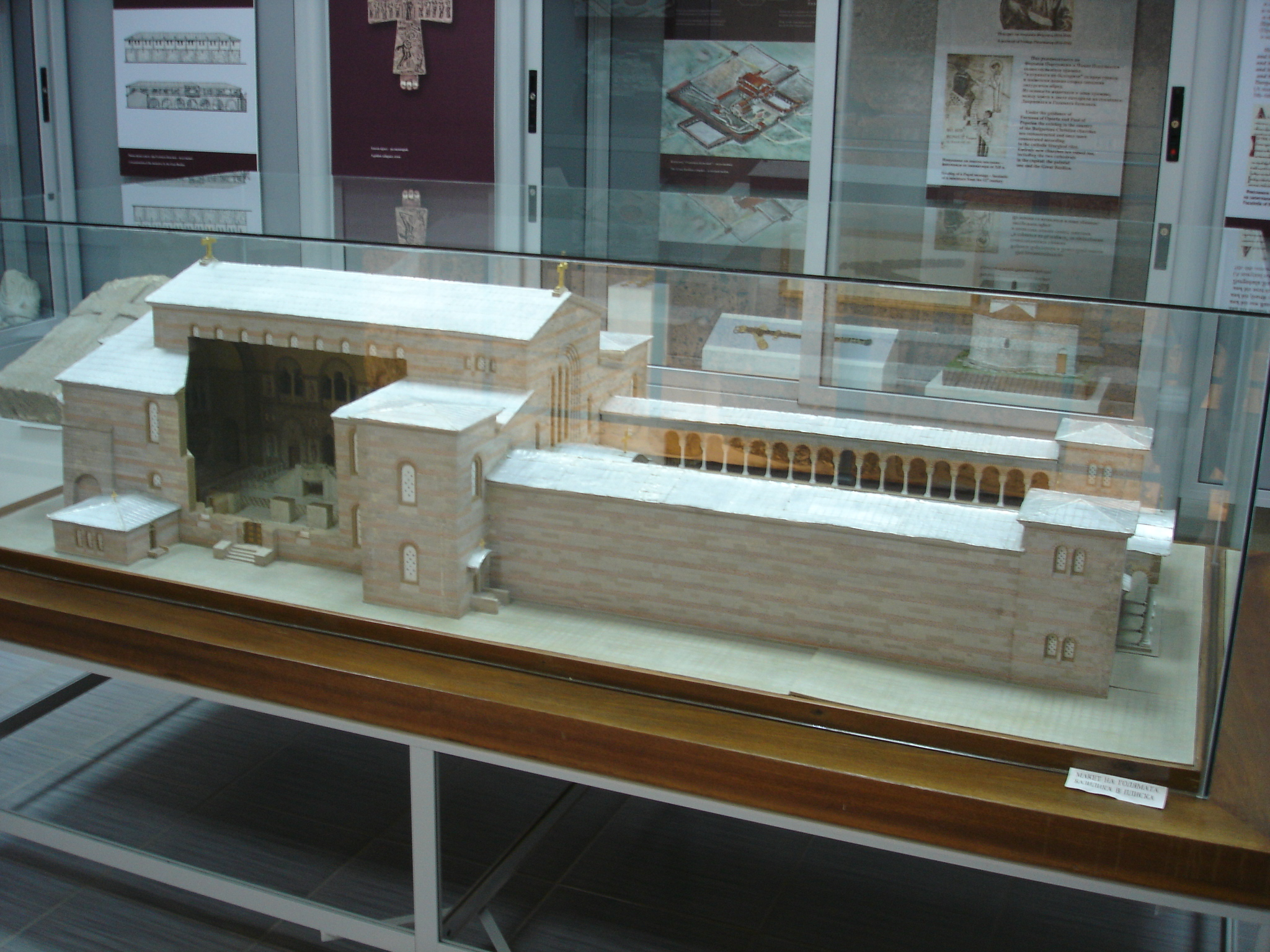
La Grande Basilique de Pliska est la plus grande église chrétienne du monde jusqu'à l'érection de la Basilique Saint-Pierre à Rome.

La culture de Pliska et Preslav, appelée par l'école roumaine de protochronisme et de culture Dridu , est une ancienne culture bulgare de la région de la capitale intérieure du premier État bulgare,,,.
La culture couvrait le territoire de Varna à Veliko Tarnovo et du Grand Balkan au Danube et, contrairement à certaines interprétations roumaines modernes, n'est pas passée en Bulgarie au-delà du Danube, d'autant plus qu'à cette époque s'étendait la Forêt de Valachie par des champs sauvages.
L'historiographie soviétique a pris un nom neutre pour la culture, l'appelant géographiquement la culture des Balkans-Danube.
En pratique, c'est la culture du Khanat bulgare du Danube, sur la base de laquelle la culture a suivi la christianisation de la Bulgarie.